# Penacova (Penacova)
Penacova is een plaats (freguesia) in de Portugese gemeente Penacova en telt 3584 inwoners (2001).

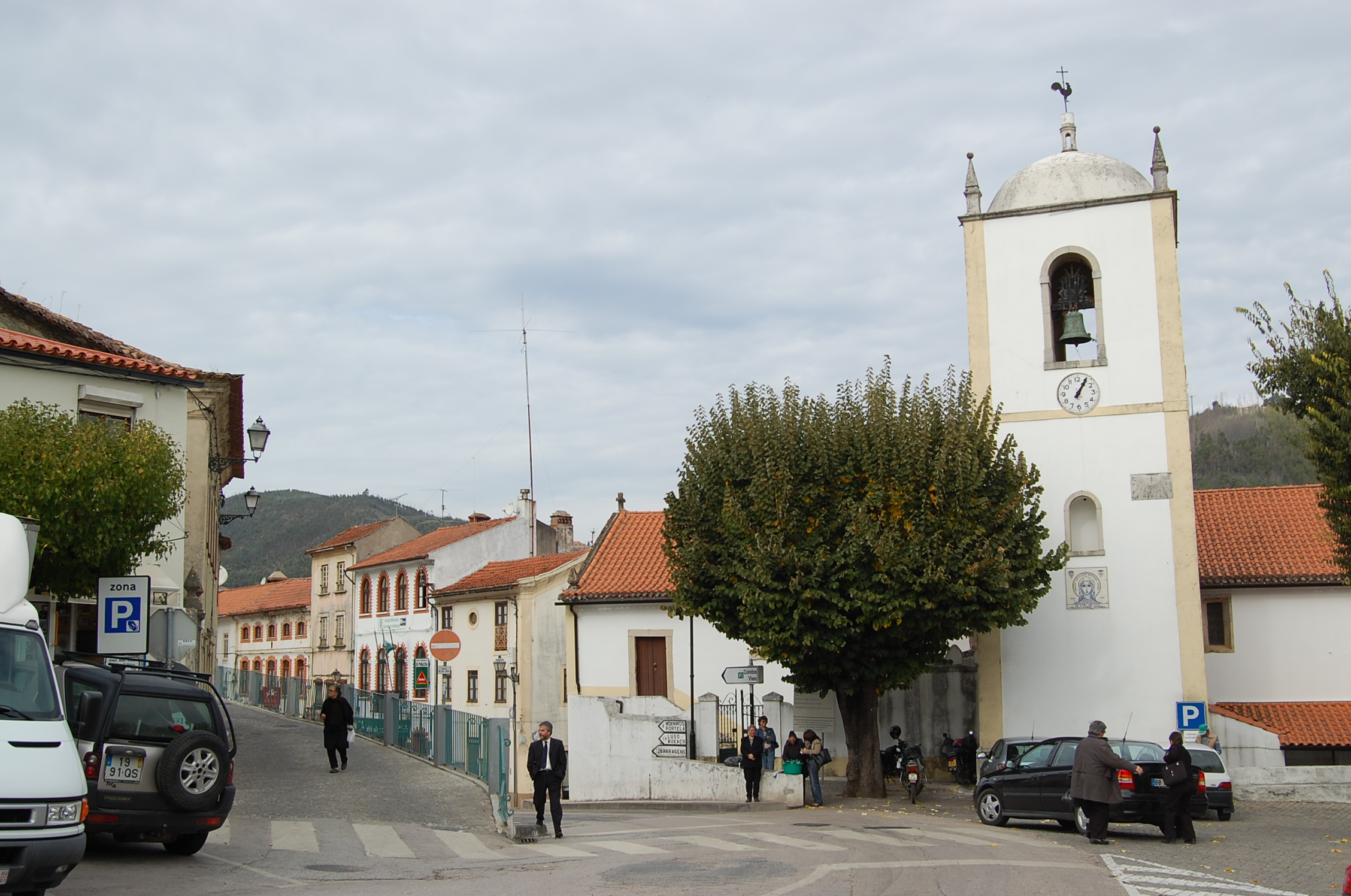
Penacova